# Aquilonastra iranica
Aquilonastra iranica är en sjöstjärneart som först beskrevs av Ole Theodor Jensen Mortensen 1940.  Aquilonastra iranica ingår i släktet Aquilonastra och familjen Asterinidae. Inga underarter finns listade i Catalogue of Life.